# Едіт Бауман
Е́діт Ба́уман (нім. Edith Baumann; 1 серпня 1909 , Берлін  — 7 квітня 1973 , Східний Берлін ) — політична діячка Німецької Демократичної Республіки. Бауман була співзасновницею і посадовою особою Союзу вільної німецької молоді (СВНМ), який після 1946 року став молодіжним крилом керівної Соціалістичної єдиної партії Німеччини. Бауман входила до Центрального комітету партії.
З кінця 1940-х до початку або, за деякими даними, середини 1950-х, Едіт була одружена з Еріхом Гонекером, тодішнім головою СВНМ.

## Життєпис
Едіт Бауман народилася в Пренцлавер-Берзі (район Берліну), в робітничій сім'ї. Між 1925 і 1929 роками працювала друкаркою. Приєдналася до Соціалістичного робітничого молодіжному руху (нім. Sozialistische Arbeiter-Jugend) в 1925 році, залишаючись її членом до 1931 року.
Вступила до Соціалістичної партії робітників Німеччини 1931 року, коли вона відокремилася від основної Соціал-демократичної партії. Також Бауман була однією з провідних учасниць Соціалістичної молодіжної ліги Німеччини, молодіжного крила САПД.
У жовтні 1949 радянську зону окупації Німеччини було перетворена на НДР, окрему німецьку державу з її політичними і соціальними інститутами, свідомо змодельованими за тими, що були в СРСР. У 1949–1953 роках Бауман входила до секретаріату Центрального комітету, а також з 1953 по 1955 рік обіймала посаду партійного секретаря регіональної партійної керівної групи в самому Берліні. З 1955 до 1961 року Бауман очолювала робочі групи і жіночу секцію Центрального комітету.
У 1958–1963 роках була кандидаткою до Політбюро ЦК. З 1961 до 1963 року Бауман працювала секретаркою ЦК, відповідала за торгівлю і постачання, легку промисловість і харчові продукти. 1973 року переїхала до Берліну, де працювала міською радницею і секретаркою міської виконавчої групи (нім. Magistrat von Berlin). 1947 року стала співзасновницею «Демократичної жіночої ліги» (нім. Demokratischer Frauenbund Deutschlands) і була її учасницею до 1964 року.